# Alfa Romeo 160
Alfa Romeo 160 – projekt samochodu Formuły 1 z 1952. Zaprojektowany przez Gioacchino Colombo model 160 nigdy nie został w całości zbudowany i nie wziął udziału w wyścigu.

## Historia
Samochód został zaprojektowany w 1952 roku wobec nowych przepisów, a planowano go wystawić na sezon 1954. Nadwozie modelu 160 miało kształt cygara. Model miał być napędzany przez nowy, umieszczony centralnie silnik typu bokser o pojemności 2483 cm³. Napęd był przekazywany na wszystkie koła. Kierowca siedział za tylną osią, co miało poprawić rozkład masy i trzymanie się drogi.
Nigdy nie zbudowano pełnowymiarowego modelu, ponieważ Alfa Romeo koncentrowała się wówczas na wprowadzeniu modelu Giulietta, ponadto obawiała się zbyt dużego ryzyka; powstały natomiast dwa silniki. Model 159 z jednym z takich silników oraz nową pozycją kierowcy testował w 1952 roku Consalvo Sanesi, wypowiadając się przychylnie o osiągach samochodu.
Informacje o modelu 160 były trzymane w tajemnicy do 1967 roku, kiedy to ujrzały światło dzienne za sprawą Giovanniego Luraniego.